# 南海 (韩国)

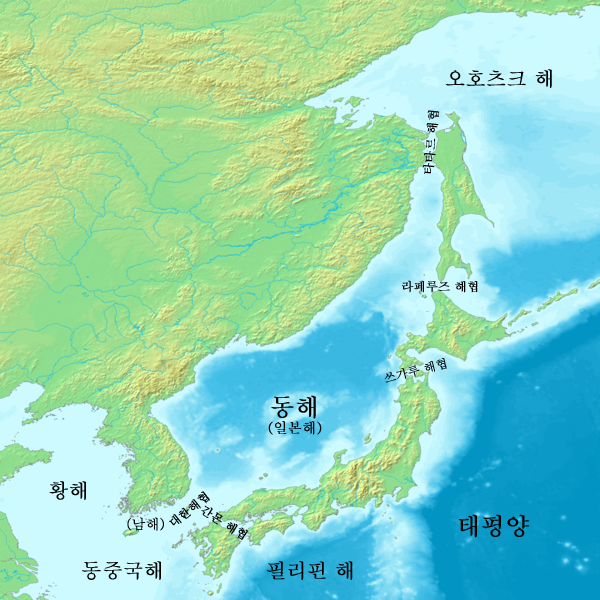
南海(남해)在此地图上的标记

南海 （韩语：／），朝鲜称朝鮮南海（朝鲜语：／），是朝鲜半岛南部朝鮮東海（日本海）与朝鮮西海（黃海）之间的海域。南海是韩国最大的渔场。南海终年受到黑潮暖流的影响，冬季水温保持在14摄氏度以上，一年四季都可以捕鱼，主要鱼类包括刀鱼、鲷鱼、鰮鱼、鲹鱼、鲭鱼、鰆鱼、鲥鱼、鲽鱼等。南海渔场主要渔港包括釜山、马山、忠武、长承浦、丽水、木浦、济州、西归浦、城山浦等:14:14。